# Kilwa (Insel)

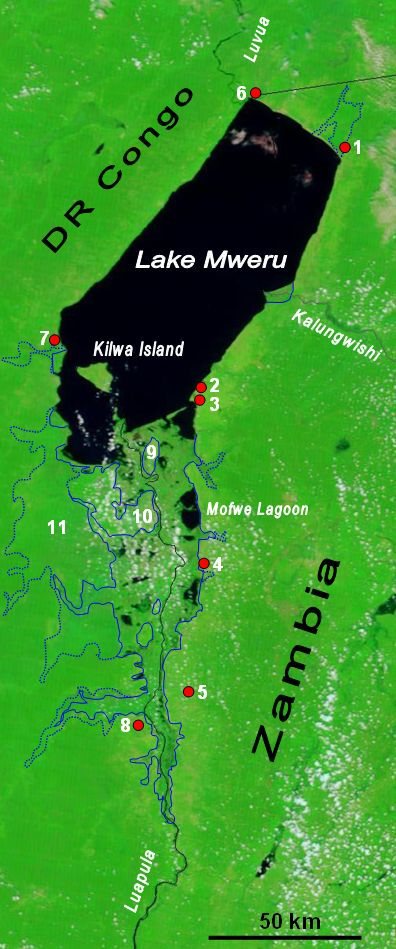
Karte des Mwerusees mit Insel Kilwa

Kilwa ist eine Insel im Mwerusee in der Provinz Luapula in Sambia. Auf der Insel leben etwa 20.000 Menschen.

## Lage
Sie liegt im Distrikt Nchelenge, etwa sieben Kilometer vor der Stadt Kilwa am Seeufer der Demokratischen Republik Kongo. Die Grenze verläuft zwischen der Insel Kilwa und der Stadt Kilwa.

## Beschreibung
Kilwa ist eine dreieckige Fischerinsel von acht Kilometer Länge und einer Fläche von 25 Quadratkilometern. Sie hat weitgehend flache Ufer. Ihre höchsten Punkte liegen hundert Meter über dem Seespiegel. Drei Hügelketten durchziehen die Insel und enden abrupt mit 76 Meter hohen Klippen am Wasser im Süden und Nordwesten. Ihr Klima ist kühl und trocken. Kilwa wird von Nchelenge aus mit der Fähre regelmäßig angelaufen.